# Kulaschynzi (Lubny)
Kulaschynzi (ukrainisch Кулажинці; russisch Кулажинцы Kulaschinzy) ist ein Dorf im Nordwesten der ukrainischen Oblast Poltawa mit 550 Einwohnern (2001).
Kulaschynzi liegt am Ufer der Hnyla Orschyzja (Гнила Оржиця), einem 98 km langen, linken Nebenfluss der Orschyzja (Оржиця) sowie an der Territorialstraße T–17–01 19 km nordwestlich vom ehemaligen Rajonzentrum Hrebinka.
Am 12. Juni 2020 wurde das Dorf ein Teil der Stadtgemeinde Hrebinka, bis dahin bildete es die gleichnamige Landratsgemeinde Kulaschynzi (Кулажинська сільська рада/Kulaschynska silska rada) im Westen des Rajons Hrebinka.
Am 17. Juli 2020 kam es im Zuge einer großen Rajonsreform zum Anschluss des Rajonsgebietes an den Rajon Lubny.

## Persönlichkeiten
Im Ort kam am 27. Januarjul. / 8. Februar 1822greg. der ukrainische Volkskundler, Ethnologe und Sozialaktivist Opanas Markewytsch zur Welt.